# 码头号对接舱

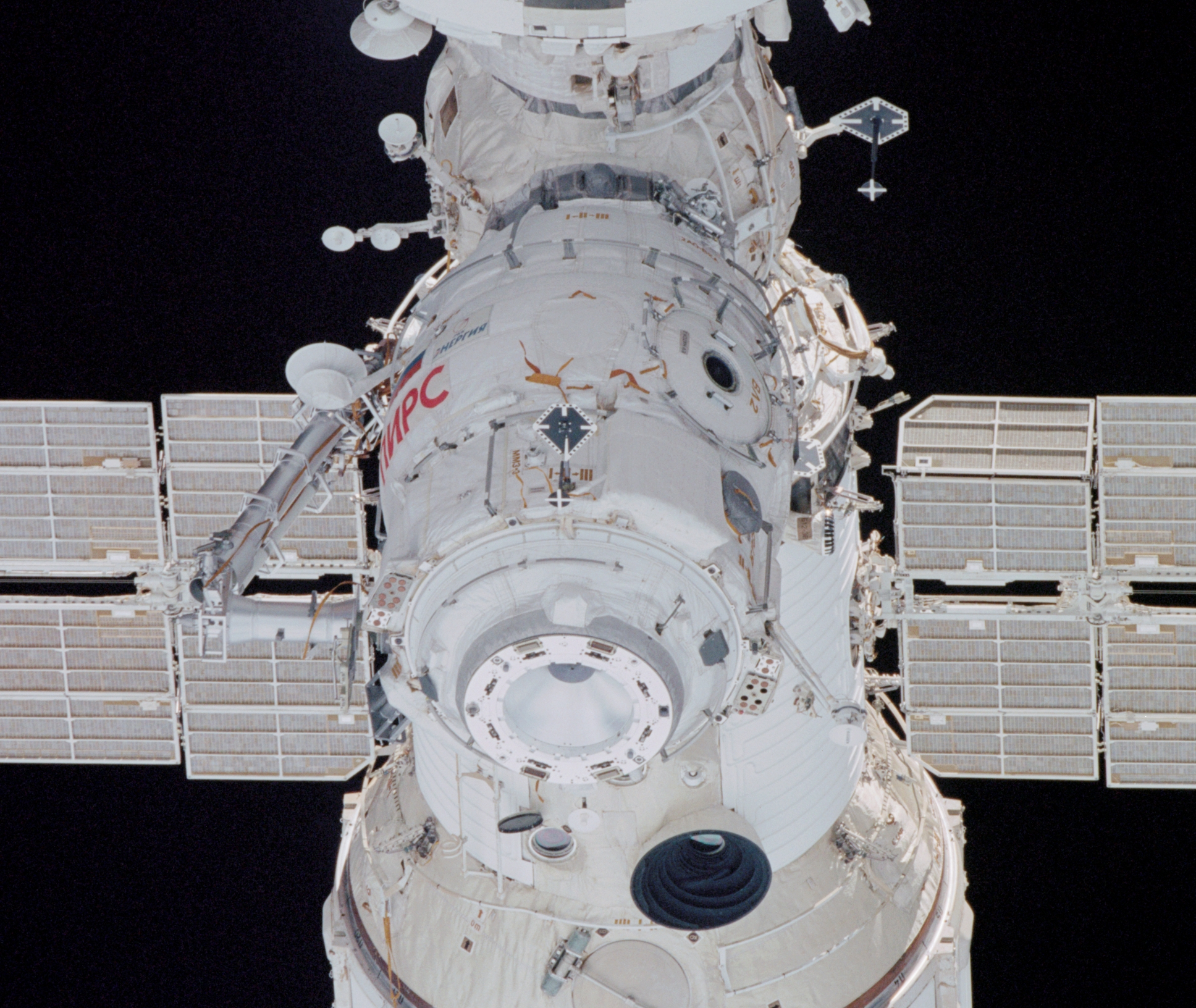
SO1 "Pirs" Docking compartment

码头号对接舱（俄语：Пирс， ）是国际空间站上俄罗斯制造的一个舱。是两个原本设计用于航天站上的俄罗斯入坞用密封过渡舱中的一个。这个舱的作用在于使飞船等航天器能停靠在空间站上。发射于2001年8月，2021年7月26日由MS-16进步号货运飞船带离下脱离空间站，再入大气层销毁，以腾出对接口让位给科学号实验舱。

## 结构和设计
这个俄罗斯入坞过渡舱是由科羅勒夫火箭制造的，这个舱的的设计类似于和平号空间站上的入坞舱，它提供了一个可以与联盟号载人飞船和进步号运货飞船接驳的接口，它也为使用俄制宇航服Orlan-M的宇航员进行太空行走提供了两个气密过渡舱。